# Сантана (Баия)
Сантана (порт. Santana) — муниципалитет в Бразилии, входит в штат Баия. Составная часть мезорегиона Крайний запад штата Баия. Входит в экономико-статистический микрорегион Санта-Мария-да-Витория. Население составляет 23 749 человек на 2006 год. Занимает площадь 1999,407 км². Плотность населения — 11,9 чел./км².

## История
Город основан 16 декабря 1890 года.

## Статистика
- Валовой внутренний продукт на 2003 год составляет 79 088 991,00 реалов (данные: Бразильский институт географии и статистики).
- Валовой внутренний продукт на душу населения на 2003 год составляет 3305,01 реалов (данные: Бразильский институт географии и статистики).
- Индекс развития человеческого потенциала на 2000 год составляет 0,645 (данные: Программа развития ООН).